# Anthoúsa (Tríkala)
Pour les articles homonymes, voir Anthousa.
Anthoúsa, en grec moderne : Ανθούσα, est un village du dème des Météores, district régional de Tríkala, en Thessalie, Grèce.
Selon le recensement de 2011, la population du village s'élève à 61 habitants.